# 미시상태
통계역학에서 미시상태(영어: microstate)는 열역학계를 구성하는 모든 개별 입자 또는 구성 요소의 정확한 위치와 운동량을 설명하는 열역학계의 특정한 상태이다. 각 미시상태는 열역학계의 열 변동 과정에서 특정 확률로 발생할 수 있다.
반대 개념인 거시상태(영어: macrostate)는 온도, 압력, 부피, 밀도 등 열역학계의 거시적 성질을 가리킨다. 고립된 열역학계의 특정한 에너지 값, 입자의 수, 부피는 그 계의 특정한 거시상태를 결정한다. 이 설명에 따르면 계의 미시상태는 그 계가 특정한 거시상태에 있을 수 있는 다양한 방법들이다.
거시상태는 모든 미시상태들의 특정한 앙상블 위에 정의된 확률분포로 나타낼 수 있다. 이 확률분포는 계가 특정한 미시상태에 있을 확률을 기술한다. 열역학적 극한에서 거시적 계가 열 변동 과정에서 갖게 되는 미시상태들은 모두 동일한 거시적 성질을 가진다.
양자역학계에서 미시상태는 단순히 파동함수의 값이다.

## 같이 보기
- 양자통계역학
- 자유도 (물리학과 화학)
- 에르고딕 가설
- 상공간